# بولات-یلگا
بولات-یلگا (انگلیسی: Bulat-Yelga) یک شهرک در شهرستان یانائولسکی استان باشقیرستان کشور روسیه است.